# Черняк Леонтій Іванович
Леонтій Іванович Черняк  — генеральний осавул Війська Запорозького, полковник полтавський.
Військову службу розпочав сотником Полтавської полкової сотні приблизно 1669 року. Під час правління Ігнатовича наприкінці 70-х обіймав посаду генерального осавула. За Самойловича 1680 року був призначений полковником Полтавського полку та через два роки позбавлений звання залишившись значковим товаришем. Після Коломацького перевороту саме Леонтій Черняк став гінцем, котрий сповістив Запоріжжя про кінець правління Самойловича.
12 травня 1686 року викупив частину с. Гавронці у Михайла Мануйловича і його дружини. Як близька до Гетьмана Івана Мазепи людина, 1690 року отримав царську жалувану грамоту на села Гавронці і Кам’янку.